# Luditi
Ludditi su bili članovi pokreta koji se nazivao luddizam među engleskim radnicima početkom 19. stoljeća, koji su nezadovoljni uvjetima rada, protestirali često i samim uništenjem tekstilnih strojeva, protiv promjena koje je donijela industrijska revolucija, jer su se bojali da su njihova radna mjesta ugrožena. Pokret je nastao 1811., a nazvan je vjerojatno po izmišljenom vođi Nedu Luddu. 1812. je na grupu luddista pucala vojska koju je pozvao jedan poslodavac. Ovaj je kasnije ubijen iz osvete a kao protumjera primijenjeni su represivni zakoni i masovna smaknuća u Yorku 1813. koje je rezultiralo višebrojnim smrtnim kaznama i deportacijama u kolonije. 
U posljednje vrijeme koristi se izrazi luddizam i luddit ili neoluddizam i neoluddit, kao sinonimi za nekoga tko se suprotstavlja tehničkom i tehnološkom napretku zbog promjena koje ovi nose.

## Povijest
Naziv luddit dolazi od osobe iz Leicestershirea koja se zvala "Ned Ludd", koja je 1779. iskalila svoj bijes na strojevima u jednoj lokalnoj tvornici čarapa. U okolici se šaljivim tonom uvijek optuživao Ludd kada bi neki stroj bio uništen, i nazivi poput ”General Ludd” i ”Kralj Ludd” bili su sve popularniji među vođama nereda 1811. i 1816.
Pokret je počeo u Nottinghamu 1811. i proširio se vrlo brzo cijelom Engleskom 1811. i 1812. Veliki broj tvornica za obradu vune i pamuka je uništen dok britanska vlada nije odlučila poduzeti oštre mjere prema pokretu. Ludditi su se sastajali noću na poljima oko industrijskih gradova često potpomognuti od lokalnog stanovništva.
Najveća mjesta okupljanja bilu su Nottinghamshire u studenom 1811., West Riding of Yorkshire 1812. i Lancashire u ožujku 1812. Bitke između luddita i vojske dogodile su se pored Burtons' Milla u Middletonu i pored Westhoughton Milla, obe u Lancashireu. Kružile su glasine da su provokatori lokalnih sudaca i trgovaca izazvali sukob pošto je njima upućena prijetnja smrću.

## Uzroci
Pokret je vjerojatno prije prouzročilo nezadovoljstvo radničke klase nego antitehnološko protivljenje. Tijekom ovog perioda su tvornice bile prevelika konkurencija seljacima i zanatlijama. Oni su postajali nezaposleni i bili su prisiljeni raditi u tvornicama pod lošim radnim uvjetima za niske plaće. U to vrijeme dok još nisu postojali sindikati bilo je normalno da vlasnik tvornice zaposli osobu koja bi radila za manju plaću a otpusti osobu koja je radila za višu plaću pa je i na taj način dolazilo do pada nadnica.